# Sphaerothylacus polycarpae
Sphaerothylacus polycarpae is een eenoogkreeftjessoort uit de familie van de Notodelphyidae. De wetenschappelijke naam van de soort is voor het eerst geldig gepubliceerd in 1884 door Sluiter.